# بخش نیمبلوک
بخش نیمبلوک یکی از بخش‌های شهرستان قائنات در استان خراسان جنوبی ایران است. مرکز آن شهر خضری دشت‌بیاض می‌باشد.

## جمعیت
بر پایه سرشماری عمومی نفوس و مسکن در سال ۱۳۹۵ جمعیت این بخش ۱۹٬۷۹۱ نفر (در ۶٬۰۸۷ خانوار) بوده است.

## مناطقه شهری بخش
خضری دشت بیاض
نیمبلوک (اسلام آباد)

## دهستان های بخش
کرغند

## توانمندی های زیرساختی
- شرکت فولاد قاینات
- شرکت سهامی زراعی خضری
- شرکت سهامی زراعی اسلام آباد
- شرکت فرآورده های لبنی خضری
- شهرکت تولید خوراک دام بهدانه خضری
- کارخانه عرقیات معجزه
- آزمایشگاه کنترل کیفیت خضراء طوس